# We Bury the Dead
We Bury the Dead ist ein Survival-Thriller, Katastrophen- und Zombiefilm von Zak Hilditch. Der Film mit Daisy Ridley, Brenton Thwaites und Mark Coles Smith feierte Anfang November 2024 beim Adelaide Film Festival Premiere. Die internationale Premiere erfolgte im März 2025 beim South by Southwest Film Festival.

## Handlung
Nach dem versehentlichen Einsatz einer experimentellen Waffe an Bord eines vorbeifahrenden US-Kriegsschiffs ist die Stadt Hobart verschwunden und dichter, grauer Rauch hüllt Tasmanien ein. Auf der ganzen Welt wird in den Nachrichten von dem Vorfall berichtet, und der australische Premierminister ist außer sich vor Wut. Die US-amerikanische Physiotherapeutin Ava hat sich freiwillig gemeldet, um bei der Bergung der vielen Leichen im Norden Tasmaniens zu helfen. Es soll sich um Millionen von Toten handeln. Die australischen Streitkräfte haben Devonport übernommen, wo die vielen Freiwilligen auf die Insel gelangen und bei ihrer Ankunft streng kontrolliert werden.
Es ist unklar, was genau die neuartige Waffe angerichtet hat, doch bei einigen der Toten werden „Lebenszeichen“ festgestellt. Ihre  Gehirne scheinen ihnen zu befehlen, ihre sterblichen Überreste aufstehen und kämpfen zu lassen. Avas Ehemann Mitch war auf einer Geschäftsreise in einem Luxusresort südlich von Hobart. Sie ist entschlossen, den Sicherheitskräften zu entkommen und die Insel so schnell wie möglich auf der Suche nach ihm zu durchqueren, denn der Süden Tasmaniens wurde von den Militärs gesperrt. Begleitet wird sie von Clay, um dessen Schulter sie sich gekümmert hat. Das Militär erschießt einfach jeden, der von dort zurückkommt.

## Produktion

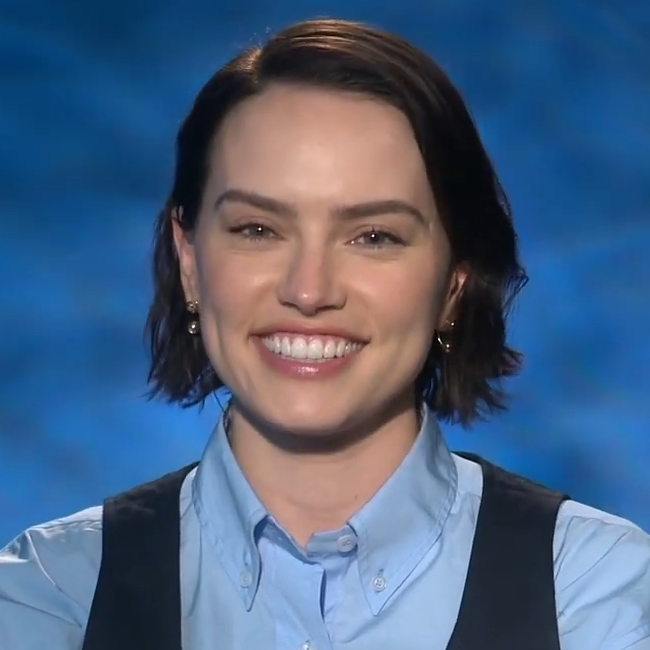
Daisy Ridley spielt Ava

Regie führte Zak Hilditch, der auch das Drehbuch schrieb. Es handelt sich bei We Bury the Dead um Hilditchs vierten Spielfilm.
Daisy Ridley, bekannt aus Filmen wie Star Wars: Episode VII – The Force Awakens, spielt Ava.  Weitere Hauptdarsteller sind Marks Coles Smith und Brenton Thwaites.
Die Filmmusik steuerte der britische Electronica-Musiker und Filmkomponist Chris Clark bei, bekannt vor allem unter dem Pseudonym Clark. 
Die Premiere fand am 1. November 2024 beim Adelaide Film Festival statt. Die internationale Premiere des Films war am 9. März 2025 beim South by Southwest Film Festival. Im September 2025 wird We Bury the Dead beim Fantasy Filmfest vorgestellt.

## Rezeption

### Kritiken
Von den bei Rotten Tomatoes aufgeführten Kritiken sind 87 Prozent positiv.

### Auszeichnungen
South by Southwest Film Festival 2025
- Nominierung für den Publikumspreis in der Sektion Narrative Spotlight[9]